# Kristus Frälsarens katedral, Pristina
Kristus Frälsarens katedral (serbisk kyrilliska: Храм Христа Спаса; latinska: Hram Hrista Spasa, albanska: Katedralja e Krishtit shpëtimtar; kyrkslaviska: Хра́мъ Хрїста̀ Спаси́телѧ) är en ofullbordad och övergiven serbisk-ortodox katedral belägen i den centrala delen av staden Pristina i Kosovo.
Katedralen är helgad åt Jesus Kristus och tillhör Raškas och Prizrens stift.

## Historia

### Jugoslavien
År 1973 planerades det att en kyrkobyggnad skulle uppföras på den platsen, men när Serbien tog direkt kontroll över Kosovo (som hade varit en autonom jugoslavisk stat) gavs marken till den Serbisk-ortodoxa kyrkan.
Kristus Frälsarens katedral i Pristina började byggas 1992, på order av Slobodan Milošević. Arkitekten var Spasoje Krunić.
Katedralen skulle ha varit klar 1999, men på grund av brist på pengar och att kriget i Kosovo bröt ut året innan stoppades byggandet helt och byggnaden har sedan dess stått oklar.

### Efter Jugoslavien
När Kosovo förklarade sig som självständigt i februari 2008 har det fortfarande (november 2023) varit omstritt om vem som ska äga katedralen (universitet i Pristina eller den Serbisk-ortodoxa kyrkan).
Den 10 juni 2021 hölls en liturgi i katedralen, som var den första liturgin efter kriget, vilket fördömdes av Rådet för skydd av mänskliga rättigheter och friheter i Kosovo.
Under upploppen i Kosovo mellan den 17 och 18 mars 2004 förstördes många serbisk-ortodoxa kyrkor och kloster, men katedralen klarade sig. Dock sattes byggnaden i brand 2016 av okända gärningsmän och sattes efter det under skydd från KFOR.
Idag (november 2023) patrulleras katedralen.

## Övrigt
Det var planerat att katedralen skulle ha 1389 gyllene kors, vilket symboliserar året då slaget vid Kosovo Polje ägde rum.

## Bilder

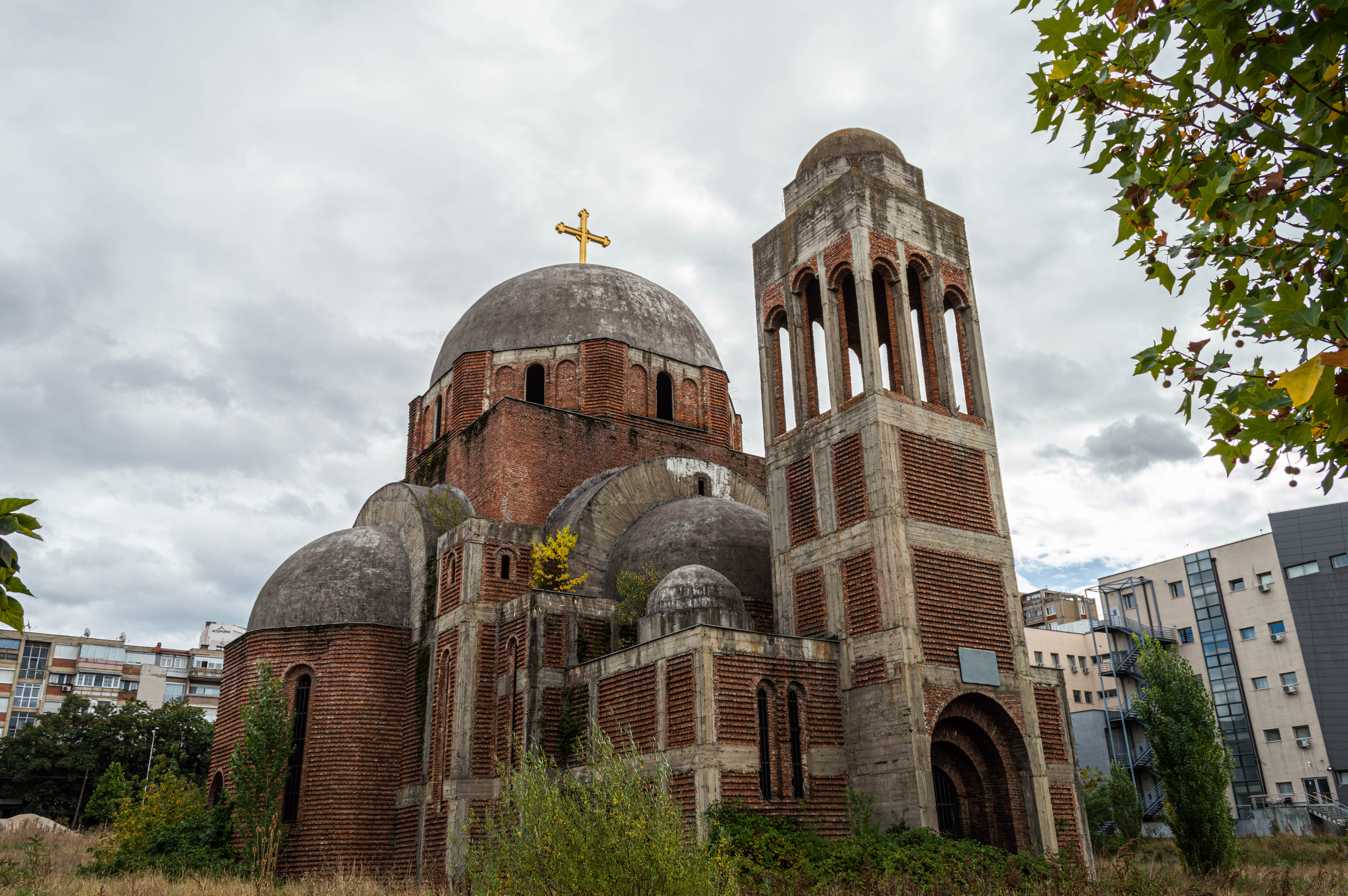
Katedralen framifrån.
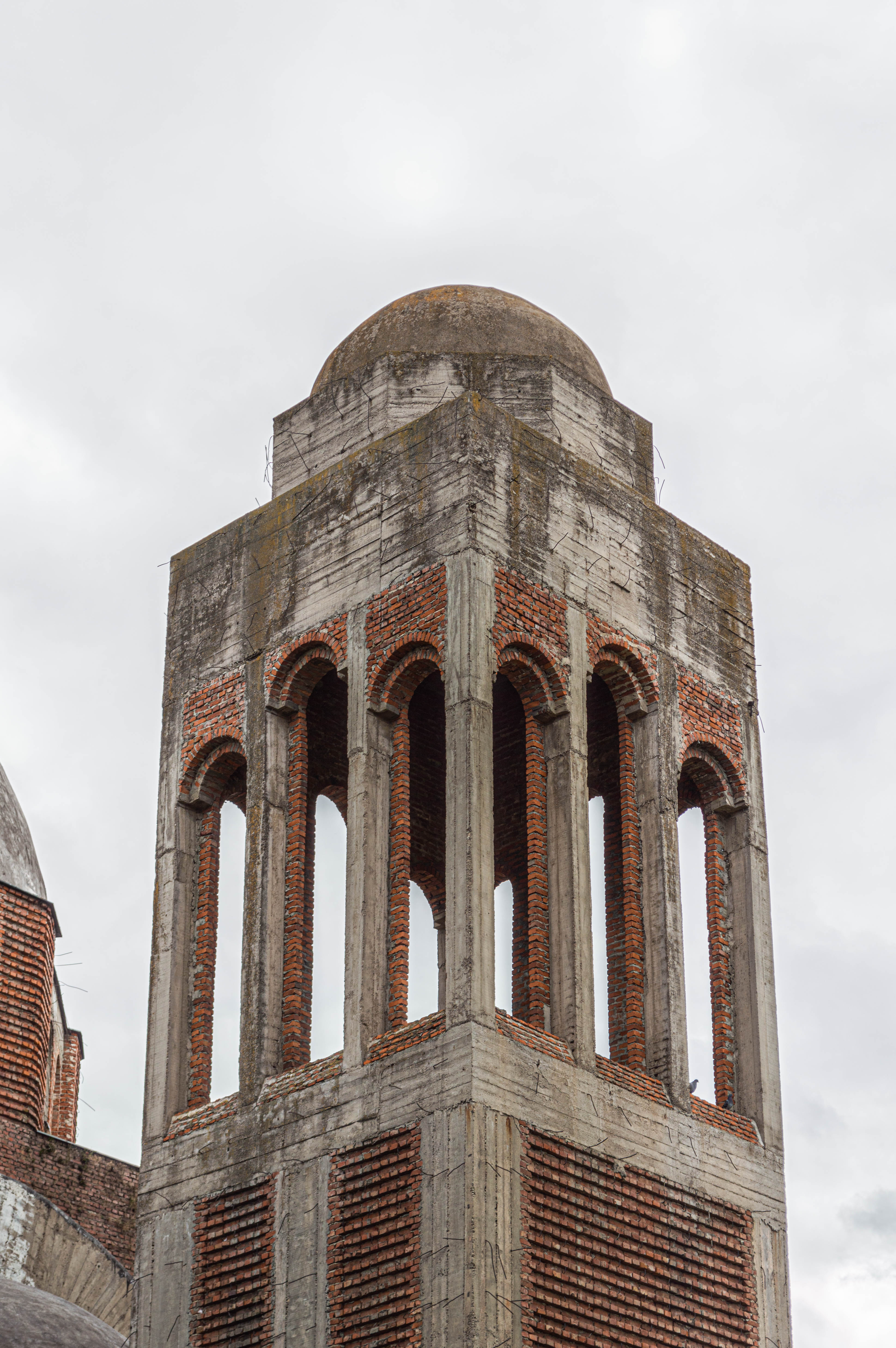
Klocktornet.
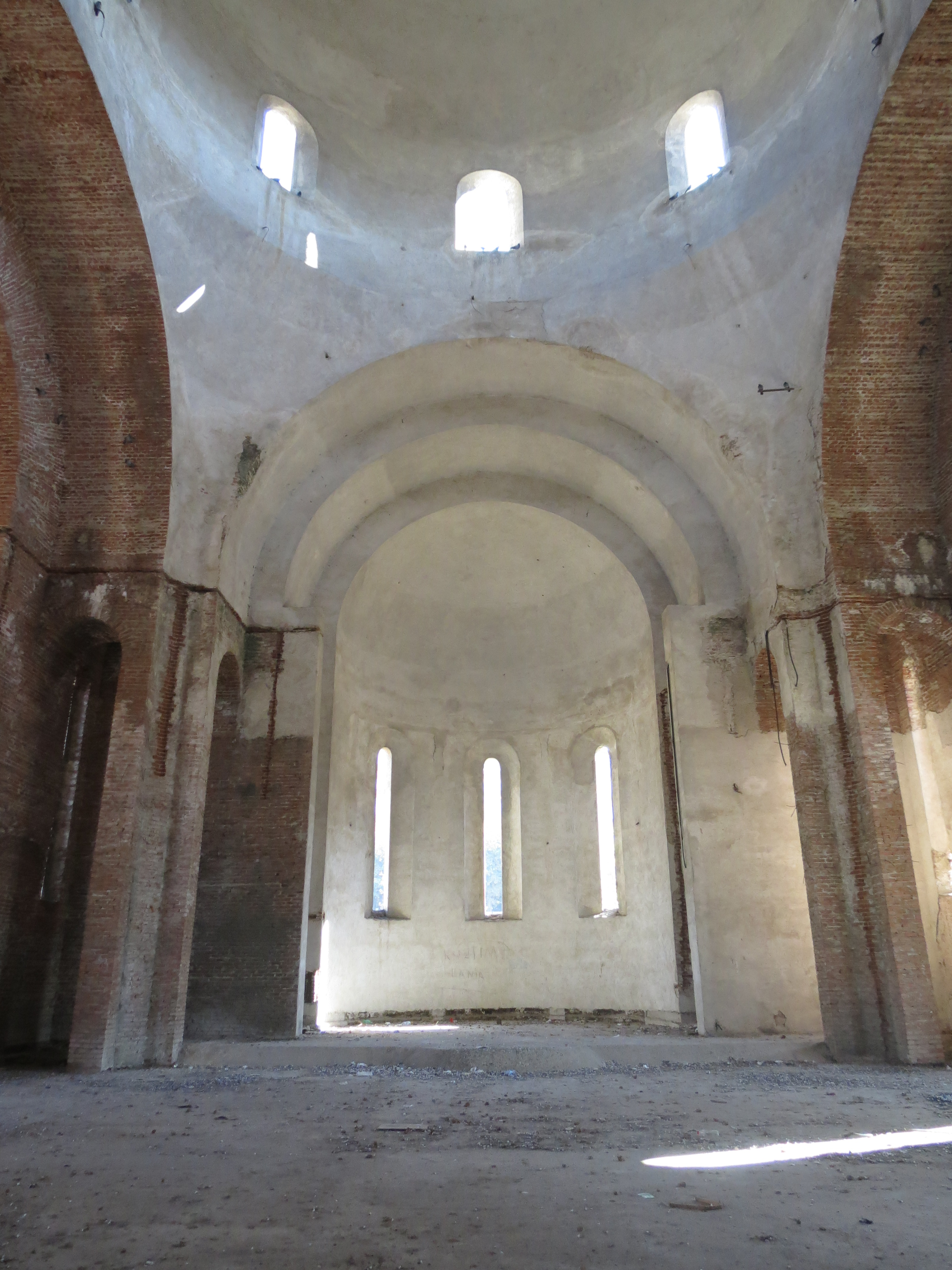
Katedralens interiör, mot där ikonostasen skulle stå.
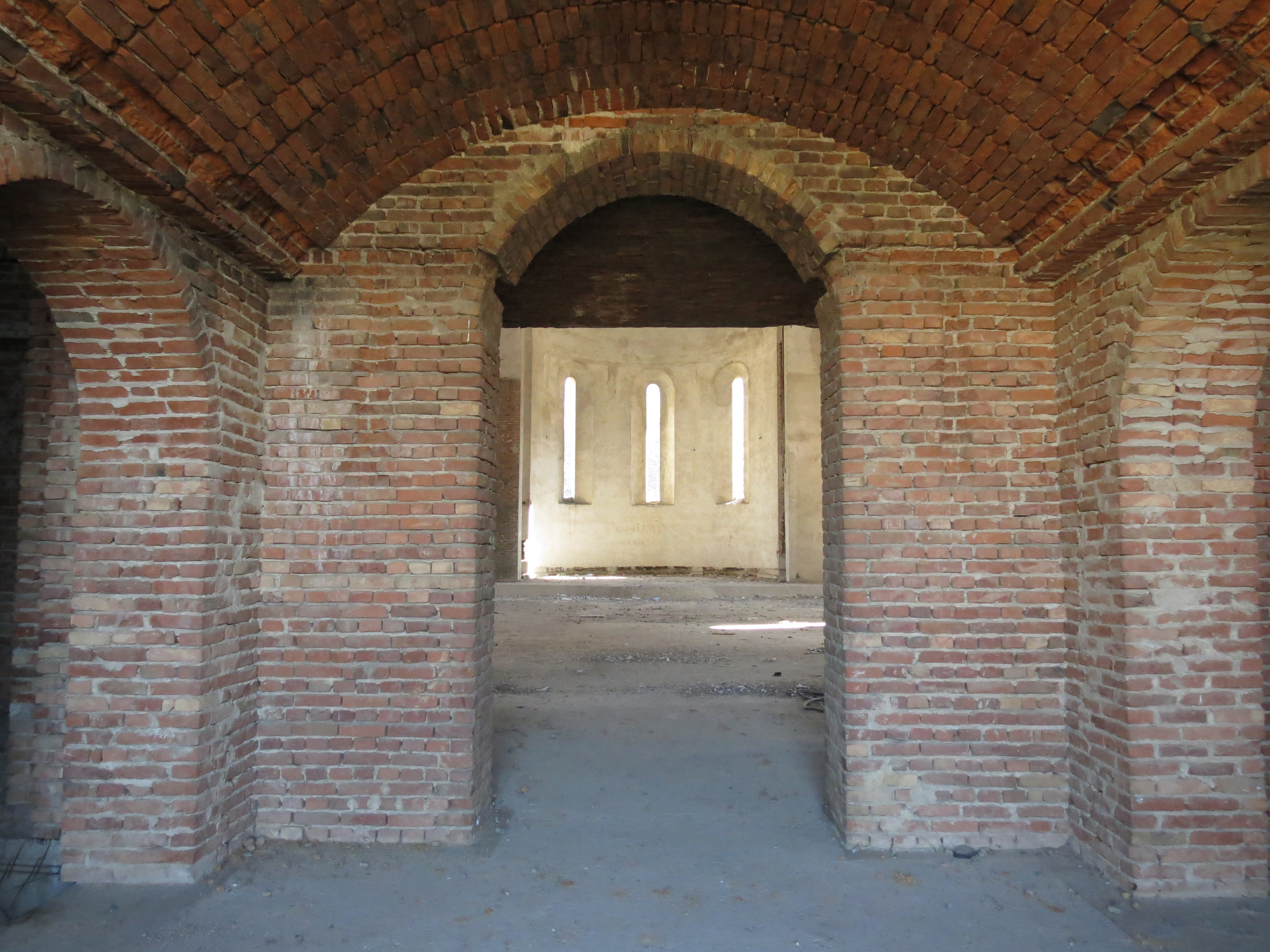
Interiör.
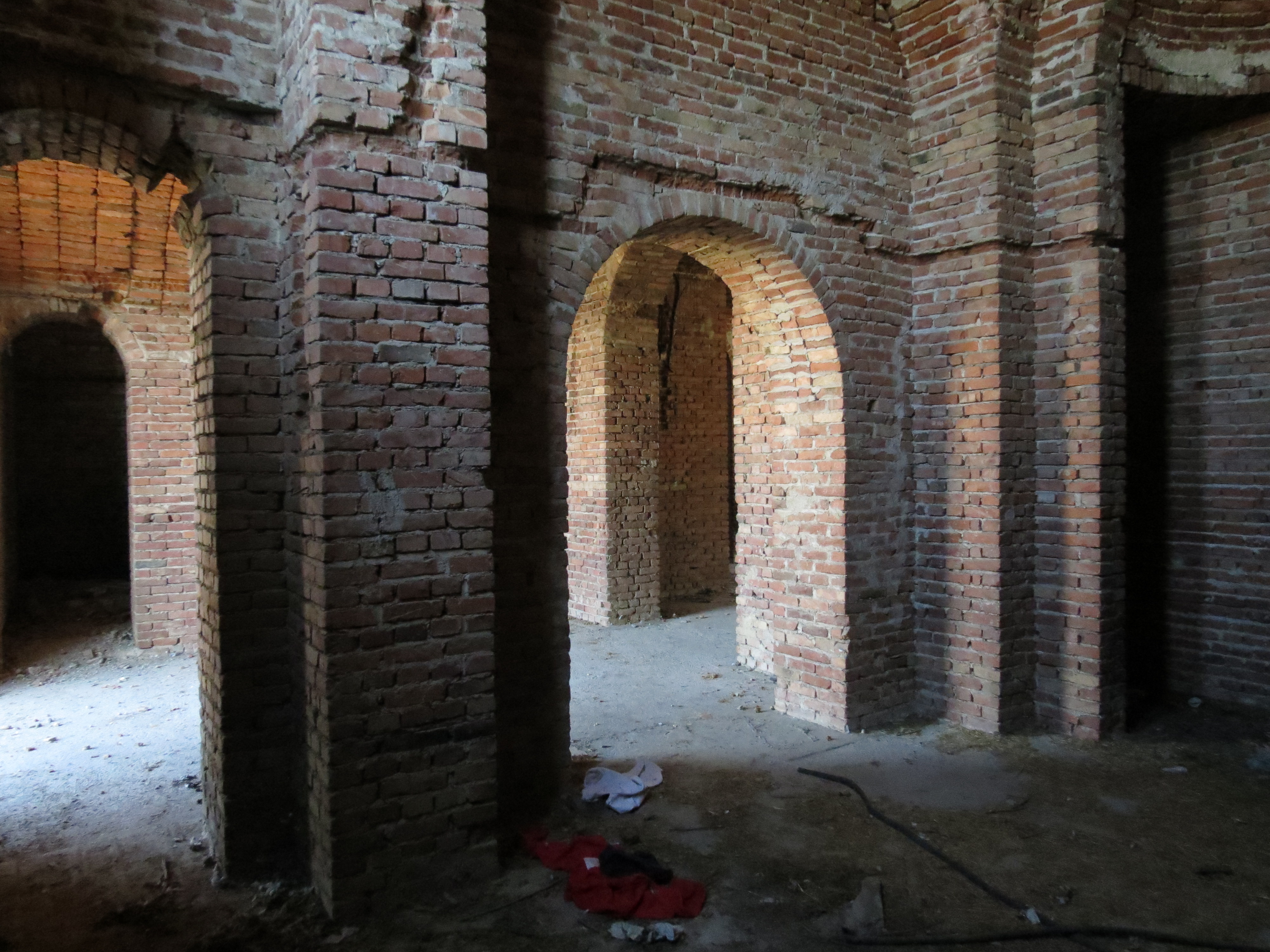
Interiör.
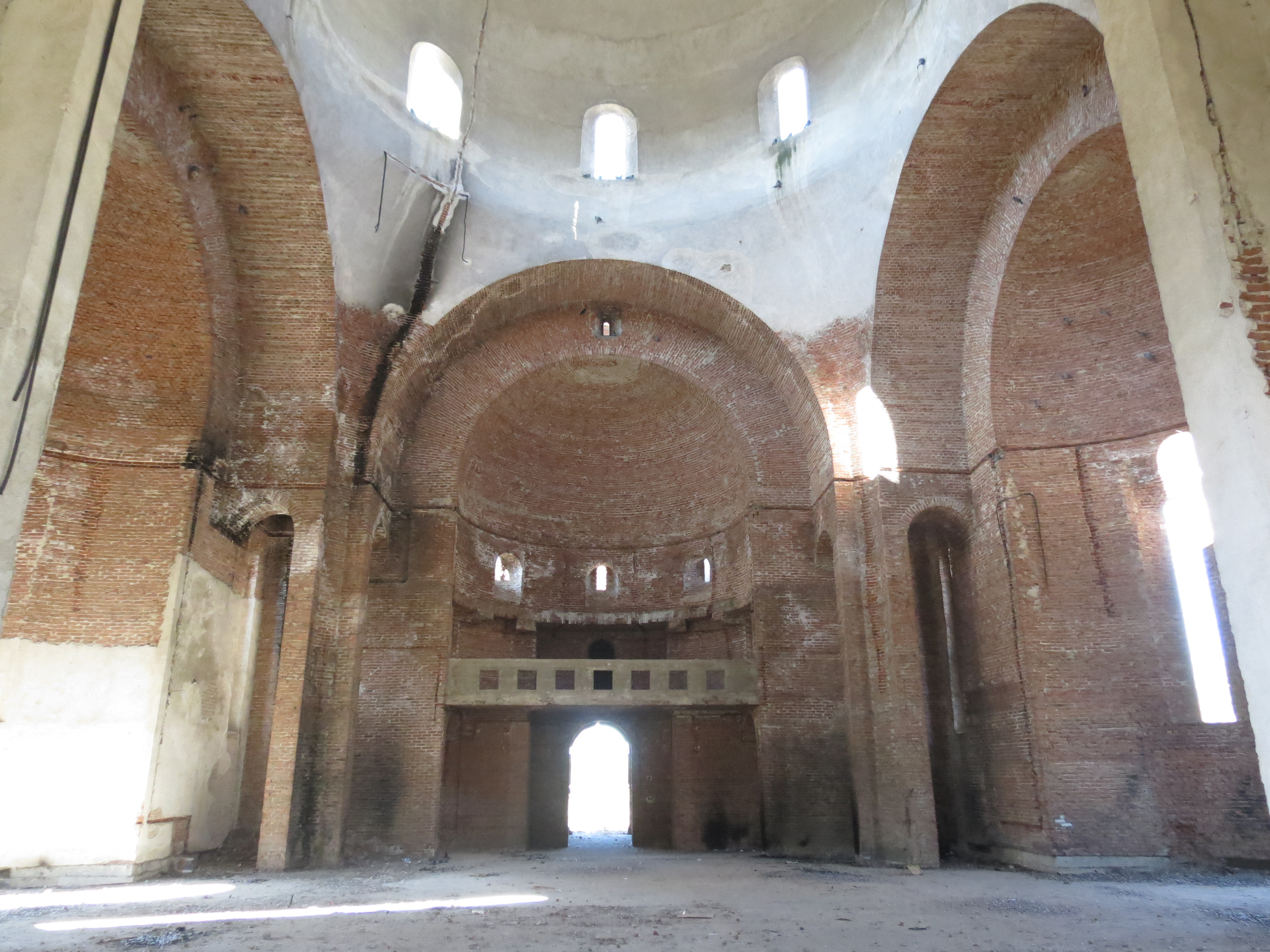
Interiören mot utgången.